# This Town Needs Guns
I This Town Needs Guns (spesso abbreviati in TTNG) sono un gruppo math rock proveniente da Oxford, nel Regno Unito. Si sono formati nel 2004 e sono attualmente sotto contratto con la casa discografica inglese Big Scary Monsters per l'Europa, Sargent House per gli Stati Uniti e Zankyo per il Giappone.

## Storia
Il gruppo nasce nel 2004 a Oxford. La formazione originale era composta da Stuart Smith alla chitarra ritmica e alla voce, Tim Collis alla chitarra solista, Simon Thompson alla batteria e Ian Lewis al basso. Ian e Simon lasciarono la band nel 2005, per essere sostituiti agli inizi del 2006 da Jamie Cooper al basso e Chris Collis (fratello del chitarrista Tim) alla batteria. Nelle sue precedenti carriere, il bassista Jamie Cooper aveva lavorato come graphic designer; il batterista Chris Collis era stato un bibliotecario presso l'Università di Oxford; il chitarrista Tim Collis era un insegnante di scuola primaria e Stuart Smith lavorava per la costruzione di siti web di un editore.
Il loro album di debutto, Animals è stato pubblicato nel Regno Unito nel 2008 e poco dopo anche negli Stati Uniti e in Giappone.
L'11 maggio 2011 è stato annunciato sul sito web ufficiale del gruppo che il cantante Stuart Smith avrebbe lasciato la band per mantenere una famiglia e che sarebbe stato sostituito da Henry Tremain, cantante e chitarrista dei Pennines. Anche il bassista Jamie Cooper ha lasciato la band alla fine del 2011 per concentrarsi su una carriera basata sul graphic design. Tremain da allora ha trasformato la band in un power trio insieme ai fratelli Tim e Chris Collis (rispettivamente chitarra e batteria), suonando la chitarra baritona.
Nel gennaio 2013 hanno pubblicato il loro secondo album 13.0.0.0.0 edito per Sargent House.

## Stile musicale
Nel corso degli anni lo stile musicale della band è progredito ed è cambiato, anche se il punto focale del loro stile è stato il lavoro di chitarra di Tim Collis intervallato in alcuni punti da un insieme molto complesso di percussioni e un basso melodico. Tuttavia i primi lavori sono caratterizzati da accordi più distorti, così come l'interconnessione tra le chitarre di Collis e di Smith. Recentemente però, la musica della band è diventata più tecnica; l'uso dei tempi asimmetrici e complessi si è fatto più frequente e si sono accentuate la chitarra ritmica e la batteria. Inoltre è presente un abbandono di distorsione e di effetti per chitarra, lasciando il posto a melodie più complesse. Per il Sydney Morning, Herald descrive la musica della band come "un intricato lavoro di chitarra che unisce il pop al jazz, con influenze spagnole".
La band cita influenze di altri gruppi, quali gli Owls, gli American Football, gli Incubus e i Make Believe.

## Formazione

### Attuale (2011 - Oggi)
- Henry Tremain - voce, chitarra baritona
- Tim Collis - chitarra
- Chris Collis - batteria

### Vecchia formazione (2004 - 2011)
- Stuart Smith - voce, chitarra
- Tim Collis - chitarra
- Ian Lewis - basso
- Simon Thompson - batteria (fino al 2009)
- Chris Collis - batteria (dal 2009)

## Discografia

### Album studio
- 2008 - Animals
- 2013 - 13.0.0.0.0
- 2016 - Disappointment Island

### Split
- 2007 - This Town Needs Guns/Cats and Cats and Cats

### EP
- 2008 - This Town Needs Guns

### Singoli
- 2006 - Hippy Jam Fest
- 2007 - And I'll Tell You For Why...
- 2008 - Pig
- 2011 - Adventure, Stamina & Anger